# Campeonato Mundial de Pentatlón Moderno de 2021
El LXI Campeonato Mundial de Pentatlón Moderno se celebró en El Cairo (Egipto) entre el 8 y el 14 de junio de 2021 bajo la organización de la Unión Internacional de Pentatlón Moderno (UIPM) y la Federación Egipcia de Pentatlón Moderno.
Inicialmente, el campeonato iba a realizarse en Minsk (Bielorrusia), pero debido a la inestabilidad política en ese país, la UIPM decidió cambiar la sede.

## Concurso masculino

### Individual
| Puesto | Atleta           | País    | ESG | NAT | HÍP | COM | Total |
| ------ | ---------------- | ------- | --- | --- | --- | --- | ----- |
| Oro    | Ádám Marosi      | Hungría | 256 | 302 | 300 | 577 | 1435  |
| Plata  | Alexandr Lifanov | RMPF    | 262 | 294 | 300 | 570 | 1426  |
| Bronce | Ahmed Elgendy    | Egipto  | 196 | 305 | 292 | 624 | 1417  |

### Equipos
| Puesto | País     | ESG | NAT | HÍP | COM  | Total |
| ------ | -------- | --- | --- | --- | ---- | ----- |
| Oro    | Hungría  | 662 | 905 | 858 | 1760 | 4185  |
| Plata  | Alemania | 622 | 883 | 864 | 1814 | 4183  |
| Bronce | Egipto   | 633 | 892 | 880 | 1766 | 4171  |

### Relevos
| Puesto | Atletas                          | País          | ESG | NAT | HÍP | COM | Total |
| ------ | -------------------------------- | ------------- | --- | --- | --- | --- | ----- |
| Oro    | Alexandr Lifanov Maxim Kuznetsov | RMPF          | 266 | 315 | 293 | 617 | 1491  |
| Plata  | Jun Woong-Tae Jung Jin-Hwa       | Corea del Sur | 226 | 329 | 293 | 638 | 1486  |
| Bronce | Zhang Linbin Han Jiahao          | China         | 250 | 323 | 299 | 610 | 1482  |

## Concurso femenino

### Individual
| Puesto | Atleta                | País        | ESG | NAT | HÍP | COM | Total |
| ------ | --------------------- | ----------- | --- | --- | --- | --- | ----- |
| Oro    | Anastasiya Prokopenko | Bielorrusia | 246 | 251 | 275 | 581 | 1353  |
| Plata  | Élodie Clouvel        | Francia     | 220 | 292 | 286 | 543 | 1341  |
| Bronce | Michelle Gulyás       | Hungría     | 233 | 286 | 285 | 535 | 1339  |

### Equipos
| Puesto | País        | ESG | NAT | HÍP | COM  | Total |
| ------ | ----------- | --- | --- | --- | ---- | ----- |
| Oro    | Alemania    | 661 | 808 | 886 | 1605 | 3960  |
| Plata  | Hungría     | 626 | 827 | 861 | 1593 | 3907  |
| Bronce | Bielorrusia | 674 | 783 | 863 | 1578 | 3898  |

### Relevos
| Puesto | Atletas                             | País        | ESG | NAT | HÍP | COM | Total |
| ------ | ----------------------------------- | ----------- | --- | --- | --- | --- | ----- |
| Oro    | Iryna Prasiantsova Volha Silkina    | Bielorrusia | 246 | 294 | 300 | 555 | 1395  |
| Plata  | Gulnaz Gubaidulina Uliana Batashova | RMPF        | 225 | 303 | 293 | 562 | 1383  |
| Bronce | Rita Erdős Sarolta Simon            | Hungría     | 217 | 278 | 300 | 548 | 1343  |

## Relevo mixto
| Puesto | Atletas                             | País          | ESG | NAT | HÍP | COM | Total |
| ------ | ----------------------------------- | ------------- | --- | --- | --- | --- | ----- |
| Oro    | Kim Se-Hee Seo Chang-Wan            | Corea del Sur | 244 | 306 | 300 | 582 | 1432  |
| Plata  | Anastasiya Prokopenko Ilia Palazkov | Bielorrusia   | 207 | 301 | 300 | 614 | 1422  |
| Bronce | Rebecca Langrehr Patrick Dogue      | Alemania      | 210 | 310 | 300 | 595 | 1415  |

## Medallero
| Núm. | País          | Oro | Plata | Bronce | Total |
| ---- | ------------- | --- | ----- | ------ | ----- |
| 1    | Hungría       | 2   | 1     | 2      | 5     |
| 2    | Bielorrusia   | 2   | 1     | 1      | 4     |
| 3    | RMPF          | 1   | 2     | 0      | 3     |
| 4    | Alemania      | 1   | 1     | 1      | 3     |
| 5    | Corea del Sur | 1   | 1     | 0      | 2     |
| 6    | Francia       | 0   | 1     | 0      | 1     |
| 7    | Egipto        | 0   | 0     | 2      | 2     |
| 8    | China         | 0   | 0     | 1      | 1     |
|      | TOTAL         | 7   | 7     | 7      | 21    |